# Agave petiolata
Agave petiolata är en sparrisväxtart som beskrevs av William Trelease. Agave petiolata ingår i släktet Agave och familjen sparrisväxter. Inga underarter finns listade i Catalogue of Life.